# Dóra María Lárusdóttir
Dóra María Lárusdóttir (født 24. juli 1985) er en islandsk fodboldspiller, der spiller for den islandske klub Valur i Úrvalsdeild. Siden 2003 har Dóra María været en del af Islands kvindefodboldlandshold og spillede med ved EM i fodbold for kvinder i 2009 og 2013. Hun valgt til Islands bedste kvindelige fodboldspiller i 2008 og 2010.